# Nyboda tunnlar

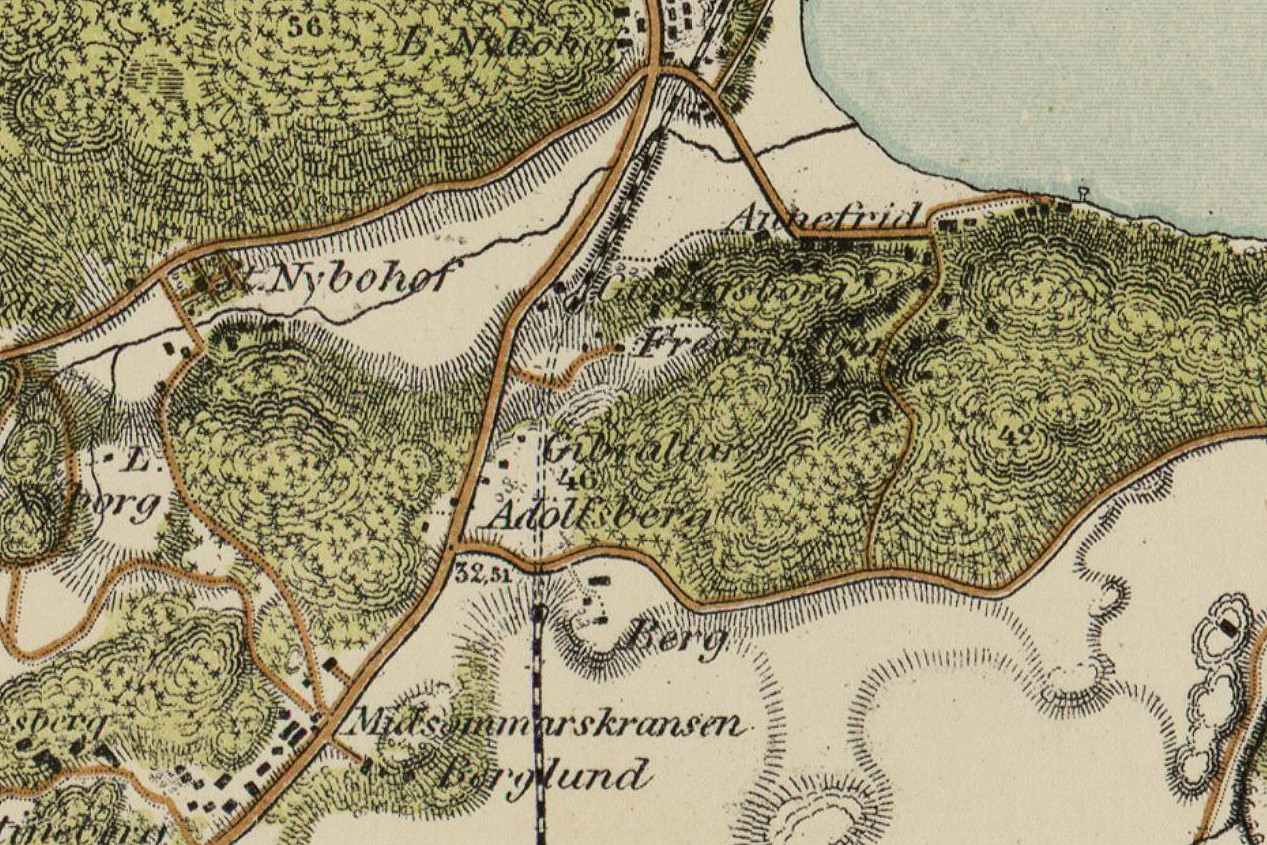
Nyboda tunnel och omgivning, 1861

Nyboda tunnlar är två enkelspåriga järnvägstunnlar som löper i nord-sydlig riktning genom Nybodaberget i södra Stockholm. Tunnel 1, som blev den första järnvägstunneln i Sverige, anlades i samband med att Västra stambanan drogs till staden år 1860. Tunnel 2 byggdes 1909 i något ostligare läge när dubbelspår till Stockholm tillkom. Den senare är fortfarande i bruk som ett industrispår.

## Tunnel 1 (väst)

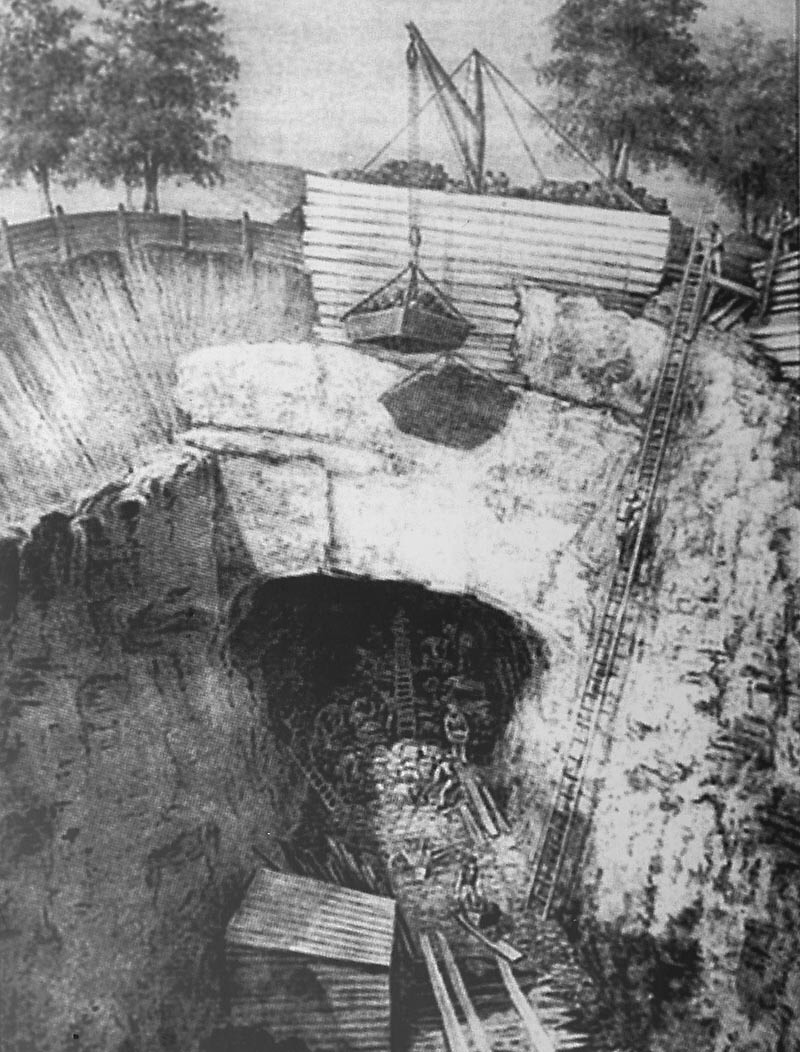
Sprängning för tunnelbygget, från Illustrerad Tidning 1858.

Nybodas första tunnel byggdes i samband med att Västra stambanan drogs till Stockholm år 1860. Tunneln är 276 meter lång. Arbetet med att spränga ut den första tunneln började den 16 juli 1858, genomslag skedde 7 sept 1859 och tunneln var färdig i juni 1860. Det var även den första järnvägstunneln som anlades i Sverige och det var fångar från Långholmens fängelse som sprängde den med hjälp av svartkrut och hivade sedan upp sprängstenen med handdrivna kranar. De tvingades också hugga sten bevakade av vakter med gevär.
Det var ett för tiden mycket stort infrastrukturprojekt. I boken om Sammanbindningsbanan från 1870 beskrivs anläggningsarbetena söderifrån på följande sätt:
| ” | "På den sista sträckan af vestra stambanan, då hon närmat sig och inträdt uti Sveriges hufvudstad, förekomma på en längd af 20 000 fot de största och för den svenska jernvägsbygnaden mest karakteristiska arbetena. Få jernvägar så inom som utom landet torde på en så kort väglängd förete en liknande följd af hvart för sig anmärkningsvärda bygnadsarbeten. Då man på jernvägen söderifrån nalkas Stockholm, möter först Nyboda tunnel, sprängd genom ett särdeles fast gneisberg. Nyboda tunnel har en längd av 935 fot är 18 fot hög och 18 fot bred med ett djup från bergets högsta spets till tunnelns hvalf av omkring 100 fot, och uppgick kostnaden för arbetet till omkring 150 000 Rdr." | „ |

När Årstabron och Liljeholmsbron invigdes i slutet av 1920-talet leddes järnvägstrafiken mot Stockholm på en ny bandel och Liljeholmens järnvägsstation avvecklades. Genom den äldre Nybodatunneln fördes ett industrispår som dock avvecklades 1967 när Essingeleden byggdes. Numera är rälsen borttagen och tunnelöppningarna igensatta.

## Tunnel 2 (ost)
I samband med bygget av ett dubbelspår till Stockholm tillkom 1909 den östra tunneln som är 520 meter lång. Även här upphörde huvudtrafiken mot Stockholm södra när Årstabron togs i drift 1929. Banan är fortfarande intakt som ett industrispår utan kontaktledning mellan Liljeholmshamnen och bland annat Västberga industriområde samt Årsta partihallar. Vid Liljeholmshamnen övergår spåret till Cementas eget fabriksspår. Sträckan används ibland för fordonsleveranser till Stockholms Lokaltrafik, senast för tunnelbanevagnar typ C30.
Genom Nybodaberget leder ytterligare en järnvägstunnel, Årstadalstunneln som byggdes år 2000 för Tvärbanan.

## Bilder

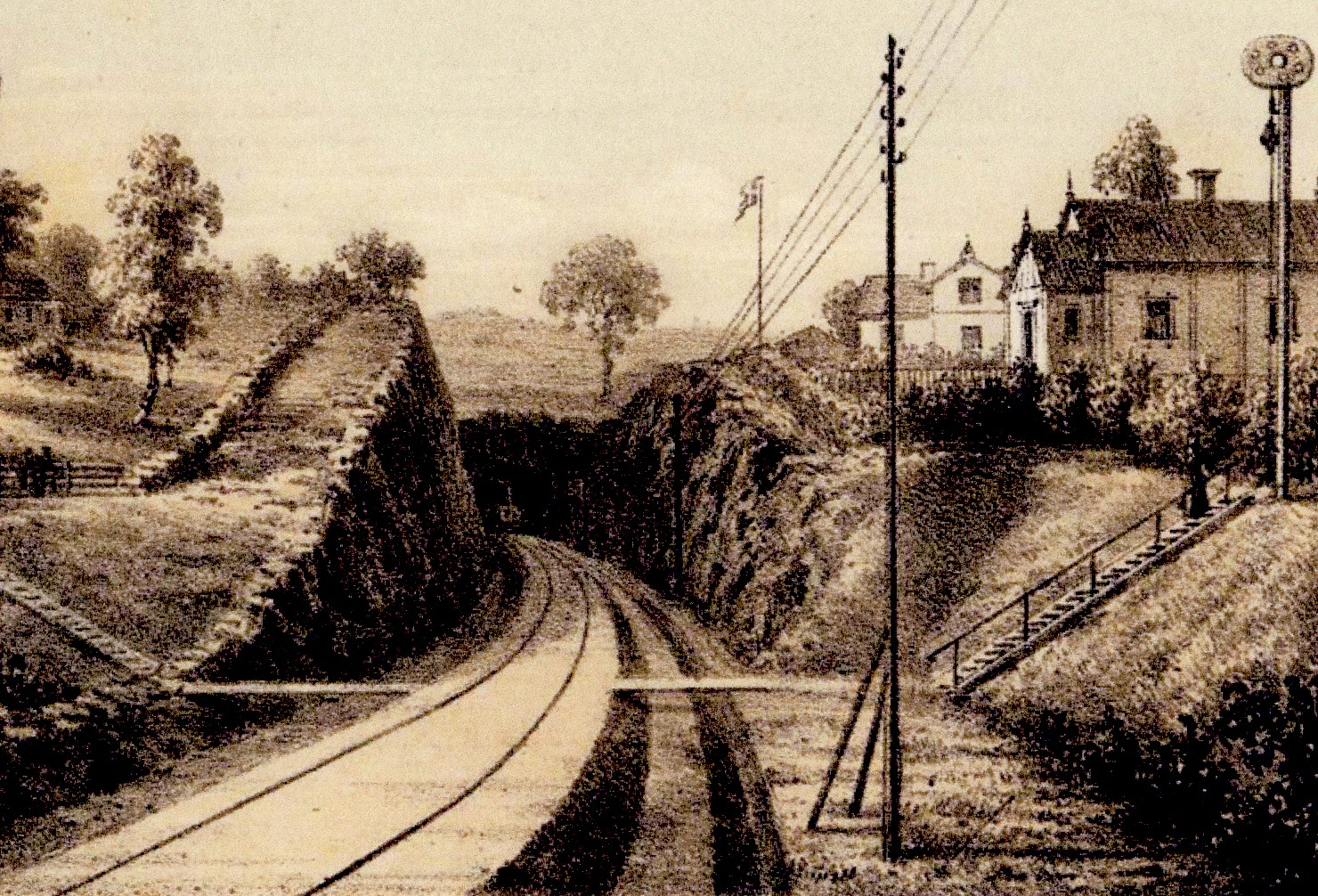
Tunnel 1: Norra tunnelöppningen 1870
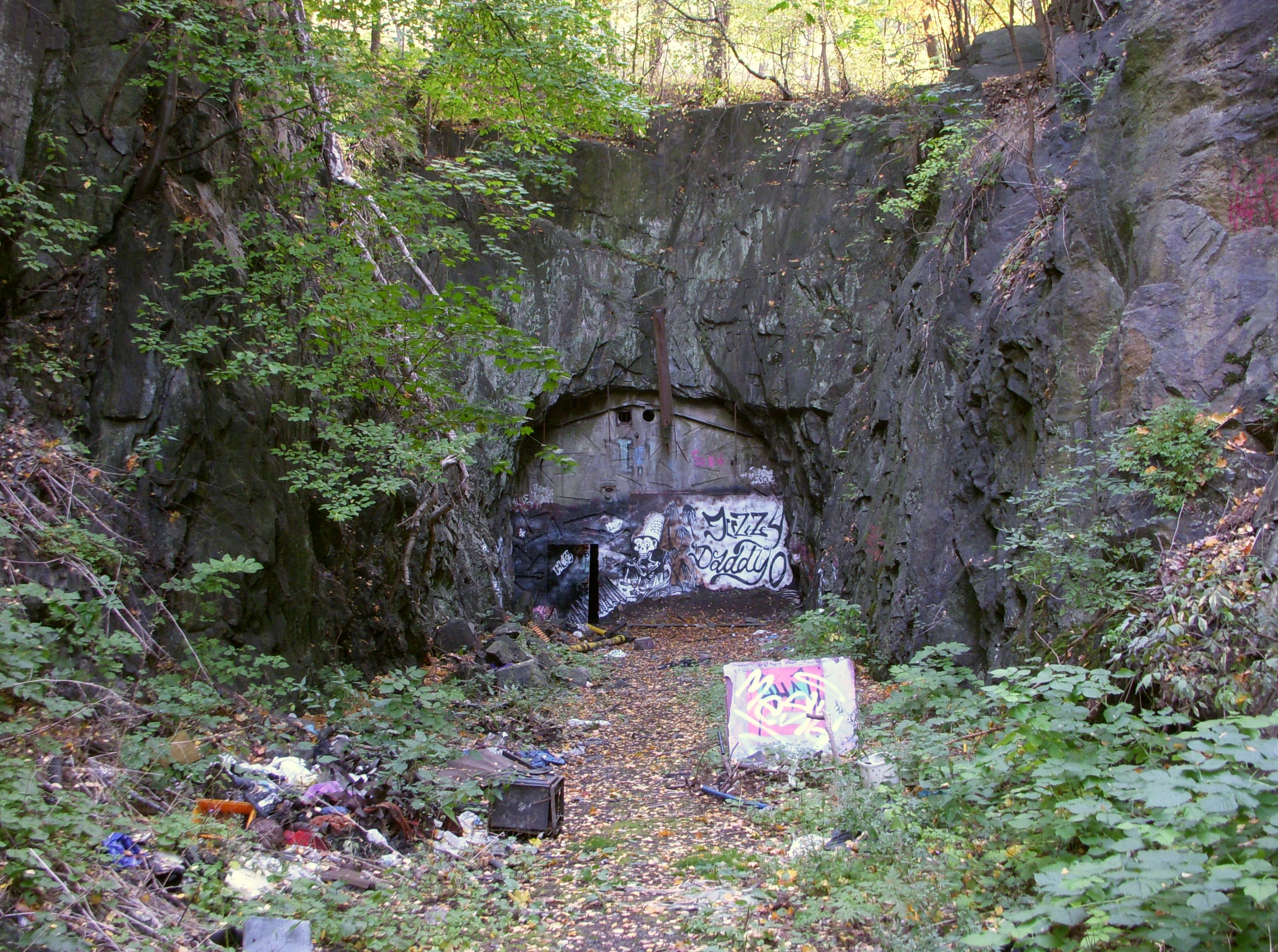
Tunnel 1: Norra tunnelöppningen 2009
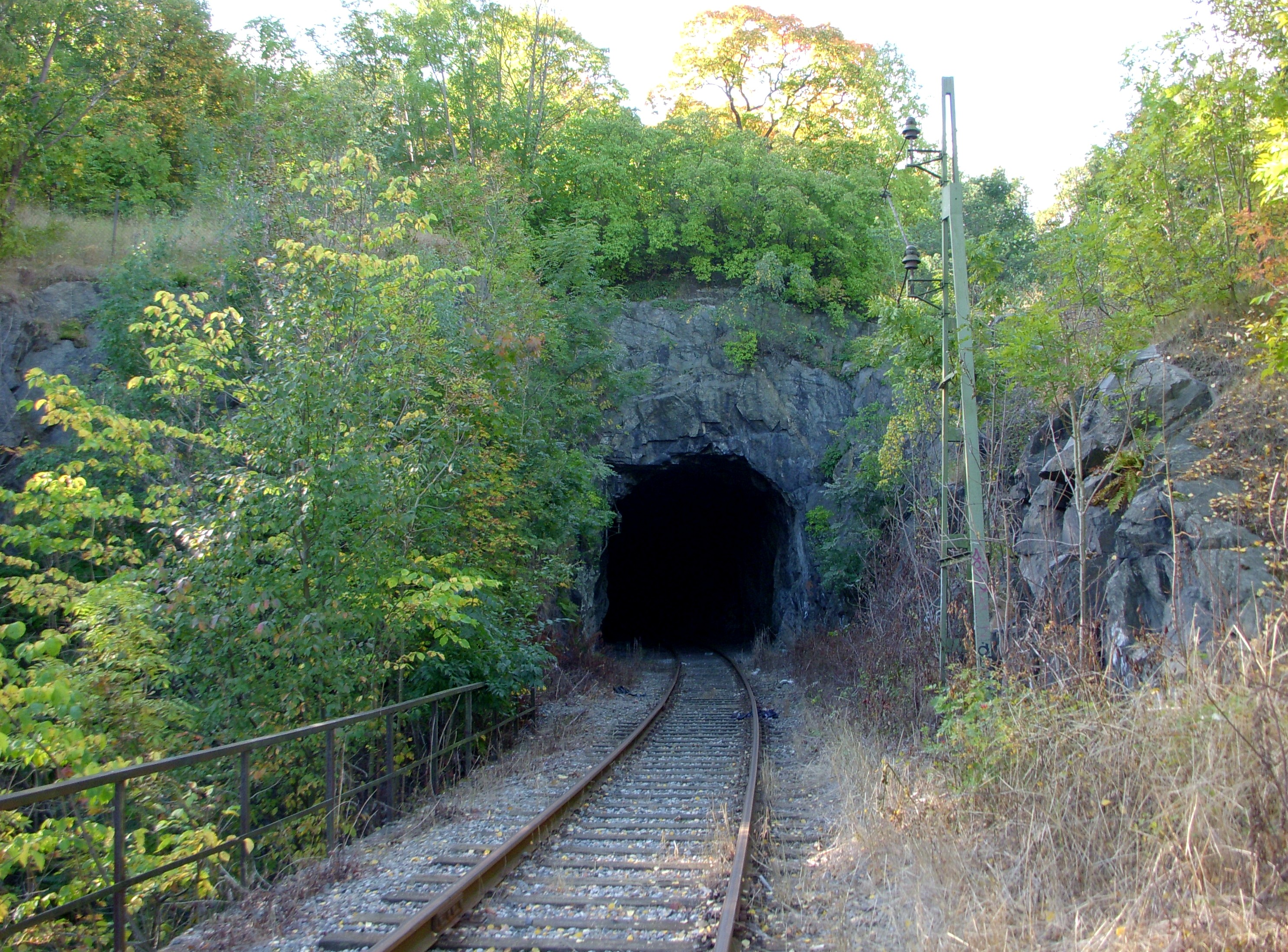
Tunnel 2: Norra tunnelöppningen 2009
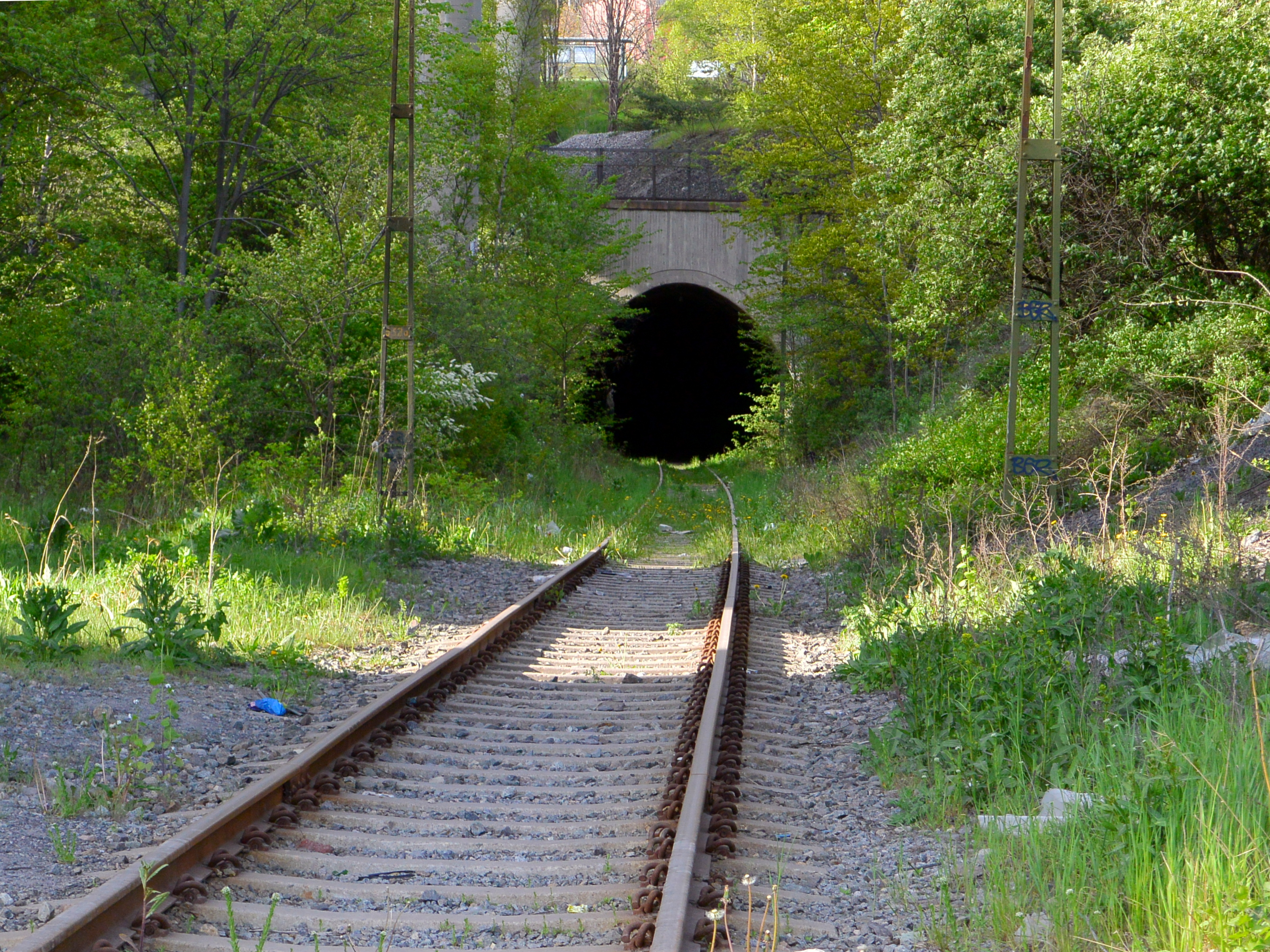
Tunnel 2: Södra tunnelöppningen 2014
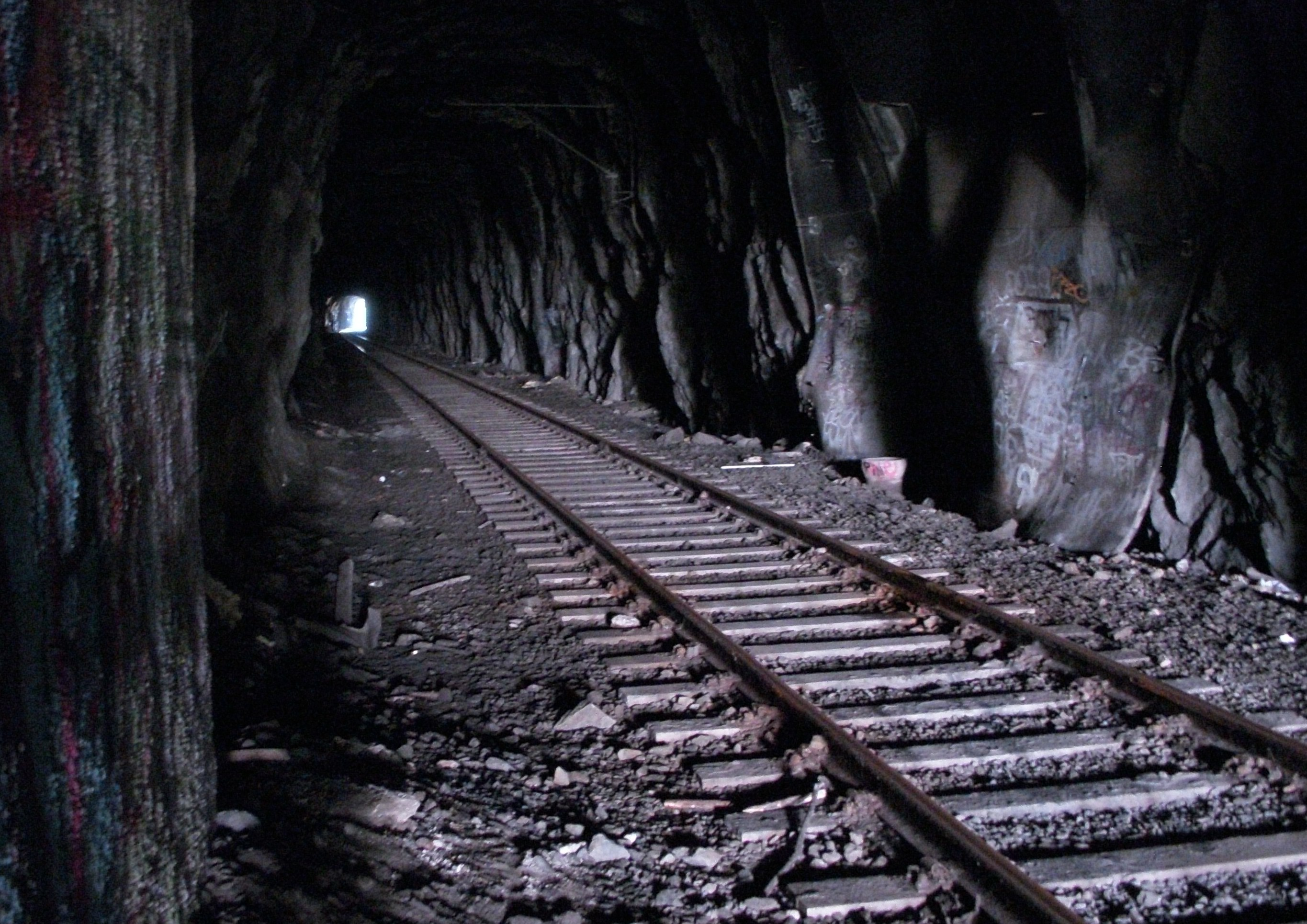
Tunnel 2: Industrispåret mot norr 2009